# Fort Calhoun
Fort Calhoun és una població dels Estats Units a l'estat de Nebraska. Segons el cens del 2000 tenia 856 habitants.

## Demografia
Segons el cens del 2000, Fort Calhoun tenia 856 habitants, 342 habitatges, i 229 famílies. La densitat de població era de 533,1 habitants per km².
Dels 342 habitatges en un 36,3% hi vivien nens de menys de 18 anys, en un 54,7% hi vivien parelles casades, en un 8,8% dones solteres, i en un 33% no eren unitats familiars. En el 30,4% dels habitatges hi vivien persones soles el 15,5% de les quals corresponia a persones de 65 anys o més que vivien soles. El nombre mitjà de persones vivint en cada habitatge era de 2,5 i el nombre mitjà de persones que vivien en cada família era de 3,16.
Per edats la població es repartia de la següent manera: un 27,9% tenia menys de 18 anys, un 7,6% entre 18 i 24, un 27,3% entre 25 i 44, un 22,7% de 45 a 60 i un 14,5% 65 anys o més.
L'edat mediana era de 37 anys. Per cada 100 dones de 18 o més anys hi havia 87,5 homes.
La renda mediana per habitatge era de 41.500 $ i la renda mediana per família de 57.679 $. Els homes tenien una renda mediana de 36.250 $ mentre que les dones 25.000 $. La renda per capita de la població era de 20.779 $. Aproximadament el 3,1% de les famílies i el 3,8% de la població estaven per davall del llindar de pobresa.

## Poblacions més properes
El següent diagrama mostra les poblacions més properes.